# راندگ
راندگ (به آلمانی: Randegg) یک منطقهٔ مسکونی در اتریش است که در ناحیه شایبس واقع شده‌است. راندگ ۵۱٫۸۷ کیلومتر مربع مساحت دارد ۳۶۶ متر بالاتر از سطح دریا واقع شده‌است.

## خواهرخوانده
شهر گوتمادینگن خواهرخواندهٔ راندگ هست.